# غافق (قبيلة)
قبيلة غافق هي قبيلة عربية يمانية، بطن من عك، ينتسب لها العديد من الصحابة والعلماء والولاة.

## نسب القبيلة
تُنسب غافق إلى غافق بن شاهد بن عك بن عدنان.
وعك بن عدنان مختلف القول فيه إلى قولين:
- عك (الحارث) بن عدنان بن عبد الله بن الأزد، من العرب القحطانية.[2]
- عك (الحارث) بن الديث بن عدنان، من العرب العدنانية.[3]

## أعلام قبيلة غافق
- مهجع بن صالح. مولى عمر بن الخطاب
- عبد الرحمن الغافقي. والي الاندلس
- محمد بن أسلم الغافقي. طبيب عيون
- أبو جعفر الغافقي. عالم نبات